# Ronchampay
Ne doit pas être confondu avec Ronchamp.
Ronchampay (en wallon : Rond-Tchampê) est un hameau de la ville belge de La Roche-en-Ardenne située en Région wallonne dans la province de Luxembourg.
Avant la fusion des communes de 1977, Ronchampay faisait partie de la commune de Beausaint.

## Situation
Ce hameau ardennais se situe sur un plateau (altitude allant de 380 m à 410 m) et le versant en pente douce descendant vers la vallée boisée du Bronze. Ronchampay se trouve à proximité du village de Vecmont et non loin du hameau de Ronchamps.
La route nationale 89 longe le hameau par le nord-ouest et mène de la Barrière de Champlon à La Roche-en-Ardenne qui se trouve à 6,5 km au nord-est.

## Description et patrimoine
Ronchampay est un hameau de caractère à l'habitat homogène comprenant de nombreuses fermes en long du XIXe siècle disposées soit parallèlement soit perpendiculairement à la rue principale en légère descente et s'orientant du nord-ouest vers sud-est. Ces fermes sont construites en moellons de grès schisteux et leur toiture est recouverte d'ardoises ou de cherbins.
Plusieurs puits (aussi du XIXe siècle) sont visibles mais ne sont plus en fonction. Ils sont recouverts de dalles de schiste. L'un d'eux, de grande taille et de forme circulaire se trouve au centre du hameau.
Entre le hameau et Vecmont, se trouve une petite chapelle dédiée à Notre-Dame de Lourdes et construite en 1925.

## Activités
Ronchampay possède des gîtes ruraux.